# 阪急電鉄の車両形式
阪急電鉄の車両形式（はんきゅうでんてつのしゃりょうけいしき）は、阪急電鉄に在籍する鉄道車両と、阪急電鉄や改称前の京阪神急行電鉄、その前身の各社に在籍した鉄道車両についての記事である。

## 概要
箕面有馬電気軌道（箕有）、および、その後身の阪神急行電鉄（阪急）によって敷設された神戸線・宝塚線（これらを合わせて神宝線と呼ばれる）と、北大阪電気鉄道、および、その後身の京阪の子会社である新京阪鉄道（→京阪電鉄新京阪線）によって敷設された京都線とでは、成り立ちが異なるため、車両規格に違いがある。

### 神戸線と宝塚線の違い
かつては、神戸線・宝塚線においても先に開業した宝塚線のほうが小型の車両を使用していたため車体規格が異なっていたが、1952年に行われた建築限界拡大工事で両路線の規格は統一された。その後も3000・3100系までは高速性能を重視した神戸線用車両（初代1000系以降はx000系）と高速向きではなく経済性を重視した宝塚線用車両（x100系）とに分けていたが、5000系グループは5000系が神戸線専用車両、5100系が京都線も含めた全線共通車両、5300系が京都線専用車両として登場した。6000系以降の形式では下3桁が000番台が神宝線専用車両（京都線に転用された「京とれいん 雅洛」編成は除く）、300番台が京都線専用車両としてそれぞれ導入されている。

### 京都線車両について
一方、京都線においては、千里線の淡路 - 千里山間を開業した北大阪電気鉄道のP-1形は箕面有馬電気軌道の協力で製造された経緯もあって全長11.4mの小型車両を使用していた。その他の区間（大宮 - 河原町間を除く）を開業した新京阪鉄道はP-6で19m級車体を確立している。この車体長を阪急では710系、810系において3線統一車体寸法として採用した。京阪電気鉄道を分社化した後、車体幅についても神宝線と統一の動きが起こり、後述のように710系から2800系までは寸法は全長19,000mm、全幅2,750mmの阪急標準車体寸法を採用しているものの、地下鉄堺筋線との直通運転についての大阪市交通局（当時）の要請もあり、京都線のみ幅広車体を採用し続けている。

### 車体規格統一の動き
| 新たな全線統一規格を採用した7300系（左）同じ規格を採用している1300系（右）  |  | 新たな全線統一規格を採用した7300系（左）同じ規格を採用している1300系（右） |
| 新たな全線統一規格を採用した7300系（左） 同じ規格を採用している1300系（右） |  |                                                                            |

以上のように成立の経緯が異なるため、神宝線と京都線の車体規格は異なるが、同様に複数の鉄道会社が建設した路線から成立した近畿日本鉄道や名古屋鉄道のように、全線統一の車体寸法を制定しようとする動きもある。
一度は上記のような大阪市交通局との協議の結果、全長19,000mm、全幅2,750mmの阪急標準車体寸法は神宝線だけの規格となった。さらに、特急専用車の6300系は神宝線にも堺筋線にも乗り入れないため、全長19,000mm、全幅2,850mmとP-6並みの大きさになって、車体規格は3種類に分散した。しかし、神宝線の中津駅付近の車両限界拡幅を前提に、「全長が18,900mm、車体幅が2,780mm、車体高を4,095mm」として、阪急全線に限らず、今度は堺筋線、神戸高速線、山陽電鉄線でも対応できる新・阪急標準車体寸法が制定されている。これよりも車両限界の大きな京都線で先に採用することにして、7300系がこの規格で作られた。
8300系ではこの規格を採用せず、幅広車体を用いたが、9300系と1300系では再度この全線統一規格を採用している。

## メーカー
| アルナ工機最後の阪急車となった8000系8042F（左）日立製作所初の阪急車となった9300系9300F（右）  |  | アルナ工機最後の阪急車となった8000系8042F（左）日立製作所初の阪急車となった9300系9300F（右） |
| アルナ工機最後の阪急車となった8000系8042F（左） 日立製作所初の阪急車となった9300系9300F（右） |  |                                                                                              |

第二次世界大戦前の箕面有馬電気軌道・阪神急行電鉄の車両は川崎造船所を中心に複数のメーカーで建造されていたが、戦後になると1948年の550形以後、すべての阪急車両は系列のナニワ工機（後のアルナ工機）が建造していた）。しかし、阪急と東武鉄道、東京都交通局、大阪市交通局などの主な納入先が経営状況の厳しさから車両新造を抑制し、受注が激減したため、2002年に同社は解散に追い込まれた。
その後の阪急車の建造メーカーに選ばれたのは、それまで関西の鉄道事業者では公営の京都市・大阪市とは取引があったが、大手私鉄とは取引がなかった日立製作所で、同社のA-train工法を採用した。ただし、京都線9300系9308F・神戸線9000系9006F・宝塚線9000系9003Fは日立製作所が構体だけを製造し、残りは正雀のアルナ車両でのノックダウン生産となった。なお、1985年途中の落成分（7000系および7300系の途中まで）までは当時のアルナ工機から落成した車両を国鉄線を通して甲種輸送していたが、正雀工場の引込線の廃止により1985年に終了した。このため7000系・7300系の1985年度製造分以降および8000系以降は陸送（8000系・8300系・8200系はアルナ工機から直接正雀工場まで陸送。製造元が日立製作所に代わった9000系・9300系以降は大阪港まで海上輸送、大阪港から陸送）によって車両メーカーから搬入している。
なお、新車投入と平行して、1960年代後半から1980年代前半に製造された車両をアルナ車両や近畿車輛などで更新工事を施工し、延命使用する措置をとっている。このうち1970年代前半までの車両に関しては再度の更新工事施工となる。

### 車体以外の製造
車両の電装品も神宝線と京都線で別のメーカーのものを使用している。神宝線は東芝（現在の東芝インフラシステムズ）製、京都線は新京阪時代の名残で東洋電機製造製と分けられており、今でもこの慣習を守り続けている。中でも東芝は阪急阪神東宝グループにおいて主調達先に位置付けられ、神宝線のほとんどおよび阪神電気鉄道の約半数の車両における電装品のほか、京都線の蓄電池や補助機器、全駅の駅務機器やエレベーター、業務用パソコンなど幅広い分野で使用されている。ただし、ATSの車上子についてはパナソニック製、信号・連動装置、発車標は京三製作所製、パンタグラフは東洋電機製造製が使われている。三菱電機の製品は沿線に生産拠点（神戸線沿線の尼崎市にある伊丹製作所、かつて塚口駅に三菱電機の従業員専用改札口があったほか、伊丹線には伊丹製作所の近隣に「三菱」踏切がある）こそあるものの、長らく一部駅のエレベーターやエスカレーター等の採用にとどまっていた。車両の電装品としては2代目2000系・2300系の電動空気圧縮機で初めて採用されている。

## 車体
車体は鉄道事業法に基づく重要部検査が行われる都度、パテによる平面化加工のうえ再塗装が行われる。外装のカラーリングには、伝統的に阪急マルーンが採用されているほか、内装についても木目調の化粧板やゴールデンオリーブ色のアンゴラ山羊の毛のシートを採用するなど統一されている。8000系が導入された1988年以降の車両（更新車含む）では、経年劣化も考慮し、妻面やドア部の化粧板に、より濃い色のものを使うようになっている。また、車体は普通鋼またはアルミニウム合金が使用されており、京阪電気鉄道とともに日本の大手私鉄ではステンレス車体の採用実績がない。
正面形状は一部の車両を除き、直線基調の中央貫通路つきというスタイルで統一されており、第二次世界大戦前に流行した流線形は新京阪が製作した200形の2両のみ、戦後大ブームとなった正面2枚窓の湘南形については1両も製造実績がなく、後者は地下鉄事業者を除く大手私鉄では唯一の事例となった。車両番号は8000系・8300系の途中まで中央貫通扉に設置されていたが、1993年以降に製造された車両はヘッドマークを設置した状態でも車両番号が判別できるように車掌台の窓下に設置され、既存の車両も改造工事の際に、移設がなされている。前部標識灯（前照灯）は開業以来一貫して、全ての車両が正面貫通路の上部に設置している。
外部塗色については、8000系導入時と9300系導入時にメタリックオレンジやマルーンの帯化などの新色採用案が持ち上がったことがあるが、利用者や社内からも抗議や反対意見が続出したため、6000、7000系列の屋根肩部分をアイボリー色に改める以外は廃案となった。観光列車「京とれいん雅洛」では、装飾用としてゴールドなどの色が部分的に使用されている。近年では、マルーン単色の車両を「フル・マルーン」「フルマルーン」とも呼称するようになった。結果として、在阪の大手私鉄の中では唯一、車体色を大幅に変更したことがない。
京都線に乗り入れるOsaka Metro堺筋線の車両に関しては、ステンレス車体に茶系の帯を巻いた66系が走っている。かつてはアルミ製車体に茶帯を巻いた60系も走っていた。ともに、2000年以降阪急線内で営業運行する車両では唯一マルーン中心の塗装でない車両である（山陽電鉄車両は1998年以降三宮以東で営業していない）。
現在では一部の駅でホーム柵が設置されたことにより側面下部の車両番号が確認しづらくなったことから、側面の車端部の上部にも車両番号が加えられている。

## 技術・走行機能
マスコンは、過去は神宝線と京都線で仕様が異なっていたが、2200系と6300系の導入を機に、京都線特急の運行上の問題の解決や主幹制御器の電源操作の仕様を全線で統一する意図もあり、ワンハンドルマスコンを積極的に採用している。なお、導入に際しては、開発した東京急行電鉄（8000系）や後発の京王帝都電鉄（6000系）、京成電鉄（AE形）、東京都交通局（10-000形）の協力を得ており、当時の阪急社員・労働組合、車両担当の技術者が実際に前述の4者で操作を体験している（会社名は当時）。また、マスコンハンドルも8000系・8300系までは神宝線は東芝、京都線は東洋電機製と分けられていたが、9000系・9300系からは東洋電機製に統一された。
走行性能の面では特に神戸線・京都線用車両については直線主体の路線ということもあり、戦前から150 kW以上という大出力（神宝線系統は1967年から1969年にかけて実施された架線電圧の昇圧まで、実質的な出力はその80 %にとどまっていた）の主電動機を採用し、新性能車（界磁チョッパ車まで）は100 km/h以上まで弱め界磁制御を行うなど高速運転に適合した仕様となっている。同時に経済性も重視され、編成内のMT比は1：1を基本とし必要に応じて電動車比率が上げられる。また異系列間の混結は、空気ブレーキの方式とマスコンの形態が同じであれば制御方式が異なっても可能とされている（例：6000系・7000系・8000系）。
パンタグラフは、初代2000系以降の新系列高性能車両では離線対策および集電性能向上の理由で1両あたり2基搭載とする場合が多く、回生ブレーキを使用する車両では必ず2基搭載となっている。1972年（5100系の5132F）以降の新造車は、抵抗制御であっても2基搭載で製造されるようになった。
編成形態としては、宝塚本線では8両編成、神戸本線では8両編成、京都本線では8両編成と7両編成と6両編成、今津北線では8両編成と6両編成、嵐山線では6両編成と4両編成、箕面線、伊丹線では4両編成、今津南線、甲陽線では3両編成で運転される。なお、関西大手私鉄では唯一、2両編成での営業運転を行っていない（2両編成単独での運転は全て回送・試運転列車）。
5100系以降は先頭電動車方式を多用する傾向にあり、そのうえで2両から8両までの編成を組むため、T車（中間付随車）が4両または5両連なる8両固定編成も多数存在する。その後、1000系・1300系（いずれも2代目）では再び全先頭車が制御車に変更されている。
京都線の特急用車両である9300系と、「京とれいん雅洛」のみ、大阪梅田方を1号車として号車番号を付与しており、車体にもステッカーが貼られている。
かつては、国民の祝日に当たる日には、車内両端の貫通扉上に国旗と阪急電鉄の旧社章が描かれた旗をスタンドに差し込み掲揚していたが、後にこの部分は広告掲示スペースとなったためスタンドは撤去され、車内での国旗の掲揚は行われなくなった。この他、6000系や7000系などで増結用の2両編成の車内には「増結」と書かれたステッカーが貼付されていたが、現在は外されている。なお、同じ阪急阪神東宝グループの会社である阪神電気鉄道では、長らく国民の祝日には車内で国旗の掲揚を行っていたため新造車両にもスタンドが取り付けられている。
車両正面の方向幕は、現在に至るまで運転席側に種別、助士側に行先を表示するようになっている。他社では運転席側に行先、助士側に種別を表示するのが一般的であり、この配置を採用しているのは阪急のみである。過去には3300系・5300系で助士側にのみ手動の方向幕を装備していたこともあったが、現在は常時中間に組み込まれた車両を除き両側に電動幕が整備されたため消滅した。なお、能勢電鉄でも助士側にのみ正面方向幕を装備した車両が存在するが、これは譲渡時の改造によるものである。また、日本の大手私鉄では最後まで行先方向板も用いられていたが、本線からは2003年までに、各支線からは2014年までに全て姿を消した。

## 客室設備
京都線の特急車両には専用車両を充てている。最新鋭の通勤車だった2300系(初代)を主体とした時期もあるが、基本的にはクロスシートの専用車両を導入している。2800系以降は転換クロスシートを装備した車両が専用車両として導入されているが、9300系以降はほかの車両と同じ3扉車となっている。このため、阪急電鉄の車両は6300系（嵐山線の4両3本）、7000系「京とれいん雅洛」の6両1本を除いて3扉車にほぼ統一された。

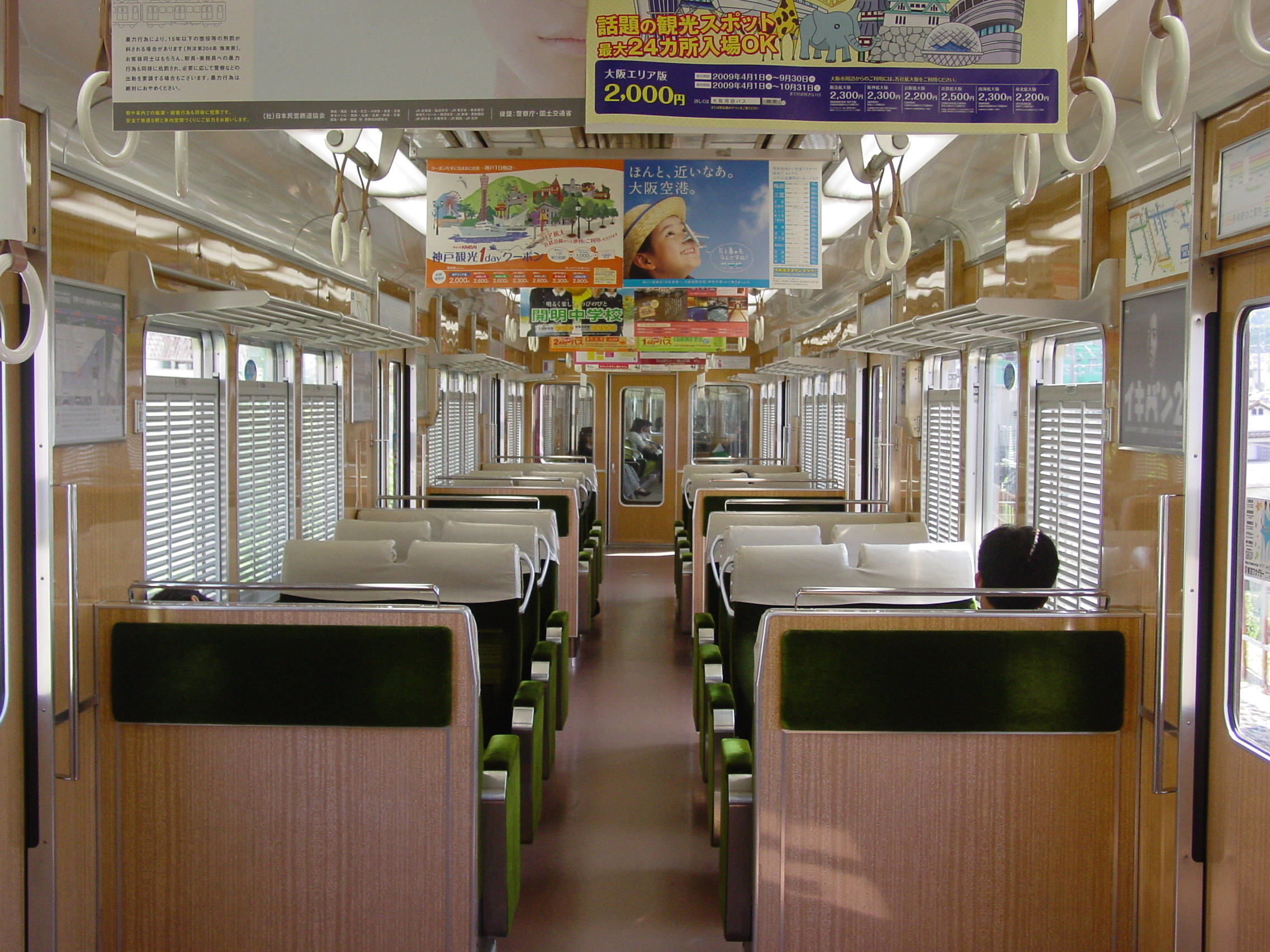
神宝線のクロスシートは8000系の一部に限られる

一方、京都線の他の車両や神宝線にはロングシート車両を導入している。宝塚線は長らくロングシート車両のみが導入されていた。神戸線においても900形はのちの京都線用特急車のような2扉転換クロスシート車両で特急運用を前提とした車両であったが、920系以降は踏襲されず、ロングシート車両ばかりが製造されていた。神宝線共通車両の8000系に関しては神戸線の2編成と宝塚線用編成の神戸・宝塚方2両に転換クロスシートが導入される試みもあったが、これもそれ以降の神宝線用車両には波及していない。8200系に至っては関西唯一の収納式座席を装備していたが、これは混雑が緩和したこともあって通常のロングシートに改造されている。8000系のセミクロスシートは、リニューアル車ではロングシートに改造されている（2021年末に施工の8007Fが最初）。
このため、京都線では一部の特急に通勤型車両が使用されるとはいえ、基本的には並行するJR西日本の新快速や京阪特急と接客設備が変わらない。しかし、神戸本線では特急から普通まで車両を共通運用していることもあり、特急においてもロングシート車両がほとんどである。JR西日本の新快速・快速がすべて転換クロスシート車両で、阪神・山陽の直通特急はセミクロスシート車両が多用されるのとは対照的な状況となっている。
一方、座席そのものについては7000系・7300系の後期車から改良を行った。座布団の高さを下げ、背もたれの厚さを増して傾斜角を強くした。さらにひじ掛けの仕切りの内・外両面にモケットを張り付けた。このうちひじ掛けの外側にモケットを張ることについて社内には反対意見も多かったが、最終的にはひじ掛けの外側にもモケットを張ることになった。当時の車両部門のリーダーである山口益生は「要は独立した座席を壁際に置いたとみるか、壁に座席を造り付けたと見るかの違いのように思う」と、座席についてのこだわりを語っている。このタイプの座席は改良を加えつつ、安全対策が強化された1000系・1300系（いずれも2代）の登場まで採用された。また、車内の日よけは下から押し上げるアルミ製の鎧戸を採用していたが、8200系以降の新造車はフリーストップタイプの一般的なロールアップカーテンに変更しており、鎧戸を採用していた従来車でも更新工事に際してカーテンに変更を実施している。
内装のカラーリングは、時期によって色調の変化はあるものの、創業時から一貫して木目調の壁材にゴールデンオリーブ（深緑）色の座席、白系統の天井で統一している。なお、優先座席に関しては、2014年以降はエンジ色に順次変更されている。一部例外もあり、「京とれいん」では白系統の壁材やゴールデンオリーブ色以外の座席を採用している。壁材は、アルナ工機が建造を担当した8000系列以前は鴨居部も木目であったが、日立製作所に切り替わってから20年ほど（2003年 - 2024年）の期間に建造された車両では、鴨居部が無地の白系統とされた。2025年登場の2000系（2代）は日立製ながら鴨居部の木目化粧板が復活、2300系（2代）の第2編成以降の一般車両も同仕様に変更される予定である。

## 他社への譲渡
阪急電鉄の車両（神戸線・宝塚線用のみ）は、一部が能勢電鉄に譲渡されている。2014年7月には、阪神電気鉄道尼崎工場内の阪神車両メンテナンスで能勢電鉄向けの改造を行うため、阪神との経営統合後初めて阪神電気鉄道の路線上を阪急電鉄所属車両が走行した。このほか、広島電鉄宮島線向けに吊り掛け駆動式の車両を譲渡したことがあるが、カルダン駆動車については能勢電鉄向けを除いて関西の大手私鉄では唯一、他事業者へ譲渡した実績がない。

## ラッピング車両
装飾列車（ラッピング列車）は1950年に800系で実施された「アメリカ博覧会」宣伝塗装以外運行実績がなかったが、2001年に宝塚線に久々に登場した。他社で見られるフルラッピングは行われず、一部の例外を除いて先頭車の一部のみに施工されている。当初は沿線の宝塚ファミリーランドのイベントのPRを目的としていたが、2003年に同園が閉園した後は神戸・宝塚・京都の各線でわたせせいぞう・中村佑介・池田理代子・永田萌のイラストや手塚治虫キャラクターなどを用いた沿線ラッピング列車やSDGs、大阪万博(ミャクミャク)をテーマとしたラッピング列車を運行している。2015年に1000系・1300系が登場してからは沿線ラッピング列車に加えて、スヌーピーが登場する漫画『ピーナッツ』、絵本シリーズ『くまのがっこう』やキャラクター商品メーカーのサンエックス（リラックマ・すみっコぐらし）、るるてあのコウペンちゃん、ミッフィーやちいかわやトムとジェリーとコラボしたキャラクターラッピング列車を各線1編成ずつ運行している。かつては京都線では洛西口・摂津市・西山天王山の各新駅開業毎にラッピング列車を運行していた。また、神戸線では2002年から2007年まで毎年4月に阪神競馬場で行われる桜花賞の開催時期にPRラッピング列車が運行されていたが、現在はヘッドマークが掲出されるのみにとどまっている。

## 受賞歴
鉄道友の会関係の賞では、1961年に2000系・2300系が第1回ローレル賞を、1976年に6300系がブルーリボン賞を受賞したが、それ以降は受賞が途絶えている（平成時代に両賞とも受賞歴がないのは、関西の大手私鉄では唯一）。グッドデザイン賞関係では、「阪急電車のデザイン」が2022年度のグッドデザイン・ロングライフデザイン賞を、2300系（2代）の2350形「PRiVACE」車両が2024年度グッドデザイン賞を受賞している。

## 附番方法
阪急電鉄における車両番号の附番は次のとおりである。阪急電鉄の形式番号は1980年代に廃車された810系を最後に、以後は全車4桁になっている。阪急電鉄では車両番号を4桁で管理しており、桁数を増やすと車両の検査周期などを管理するシステムの改修を必要とし多大な負担がかかるため、9000系・9300系の次に投入された車両は10000系・10300系とはならず（2代目）1000系・1300系となっている。
1. モーターの搭載されていない付随車（T車）には、同系の電動車（M車）の番号を基に、10の位が5から付番される。
2. 神戸方の先頭車には、大阪方の先頭車の番号に100を足した番号が付番される。
3. 中間車には、先頭車の番号に500を加えた番号を付ける。
4. モハ（デハ）、クハ、サハといった形式記号は付けない。（9000・9300系まで。新1000系・新1300系以降は形式のみアルファベットでMc・M・Tc・Tのいずれかが付けられ、2017年10月以降は既存形式にも拡大）なお、鉄道趣味誌では、型式記号が省略される場合もある[35]。
5. 2017年10月から2020年までの間には[36]仕様変更や改造により、形式の末尾に「-1」や「-2」が付けられる場合もあった。

1.はすでに3桁時代の700系（神宝線の700系は後に800系となる）新造車から始まり、3.は3000・3300系から始められた。
7613号（7013F〈8両編成〉に属する神戸三宮寄りの2両目〈7号車〉）を例に取ると以下のようになる。
- 7 （千の位）…車両形式の系列を示す。1から始まり、形態や性能ごとに現在9までの数字で分けられている（4は事業用車）。
- 6 （百の位）…0 - 4先頭車、5 - 9中間車、0 - 2・5 - 7神宝線、3・4・8・9京都線。1100系 - 3100系までは0・5が神戸線用、1・6が宝塚線用だった。2・7は普段は使用せず、試作車や特別車両用に空けられている。
- 1 （十の位）…0 - 4電動車、5 - 9付随車
- 3 （一の位）…製造順位番号。製造順に他社のような1ではなく0から付けられる（ゼロ起番。山陽電気鉄道も同じ）。ただし、3300系まで京都線用は新京阪時代の名残で1から始まるようにされていた。

ただし、もともと先頭車だった車両で、その後の改造で運転台を撤去（中間車化）した場合でも、改番されることなく、製造当時の番号のままで使用されている（例：3000系の3000号）場合がある。
2013年11月28日から運用を開始した1000系電車（2代）、2014年3月30日から運用を開始した1300系電車（2代）からは附番法則が変更され、先頭車の付随車が1000、1100に、中間の電動車が1550、1650になるなど、上記の附番方法と異なるところがある。
1650号（1000F〈8両編成〉に属する神戸三宮寄りの2両目〈7号車〉）を例に取ると以下のようになる。
- 1 （千の位）…車両形式の系列を示す。1から始まる。
- 6 （百の位）…0 - 4付随車、5 - 9電動車。0・1・5・6神宝線、3・4・8・9京都線。2・7は現状未使用。
- 5 （十の位）…付随車の場合、0 - 4先頭車、5 - 9中間車。電動車の場合、0 - 4大阪側のユニット、5 - 9神戸・宝塚・京都側のユニット。
- 0 （一の位）…製造順位番号。ゼロ起番に関しては変更されていない。

ただし附番方法が従来と異なっているのは1000系・1300系以降の新形式で、1000系・1300系登場後に、既存形式で電動車から付随車への改造を行った車両ではその形式での附番方法が守られている（2018年に電動車から付随車へ改造された6612号車の6692号車、6112号車の6162号車への改番など）。
また、試験要素の強い車種については百の位に2を付けて区別しており、過去に登場した全ての形式（2200系、5200系、8200系）が神戸線のみに配属されている。
なお、この附番方法はゼロ起番を除き北神急行電鉄でも踏襲されている。

## 現有車両

### 神戸線・宝塚線
- 2000系（2代）
- 1000系（2代）
- 9000系
- 8200系
- 8000系
- 7000系（一部を能勢電鉄に7200系として譲渡[38]。通常は京都本線で使用される「京とれいん 雅洛」を含む[39]）
- 6000系（一部を能勢電鉄に譲渡[40]）
- 5100系（一部を能勢電鉄に譲渡[41]）
- 5000系

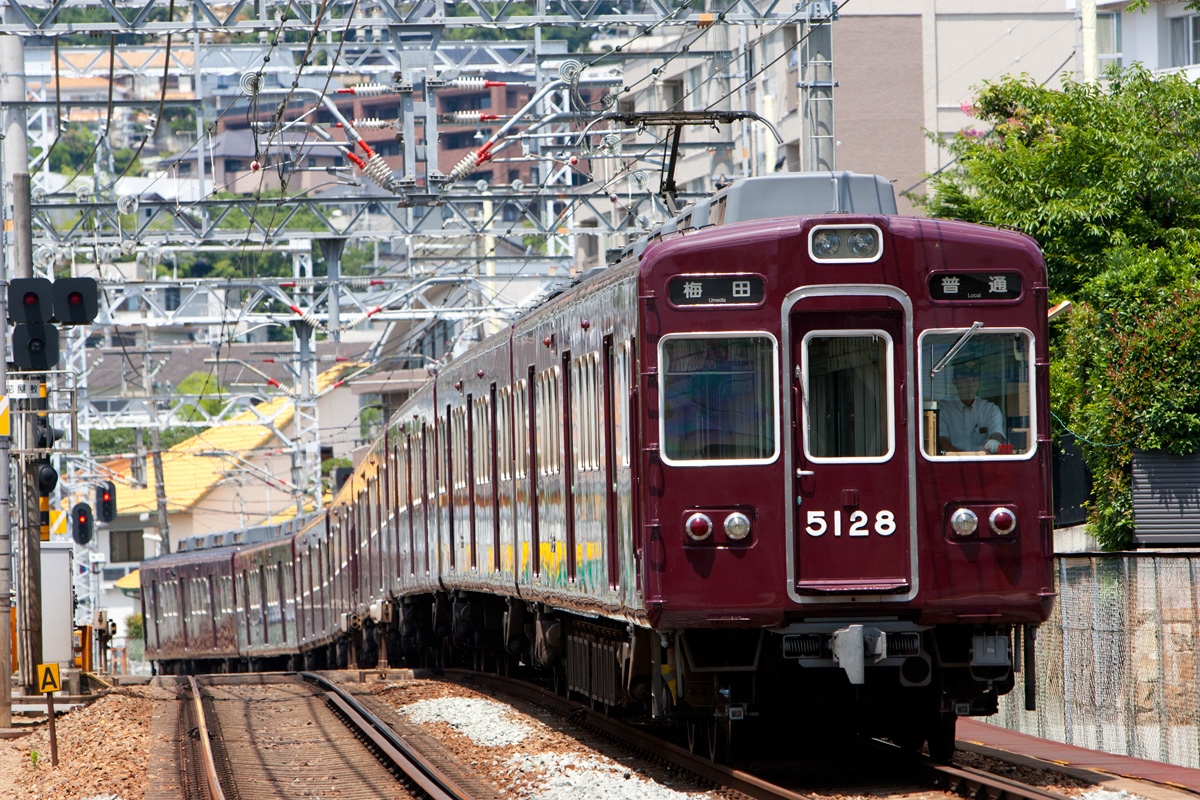
5100系 （川西能勢口駅 ‐ 雲雀丘花屋敷駅間）
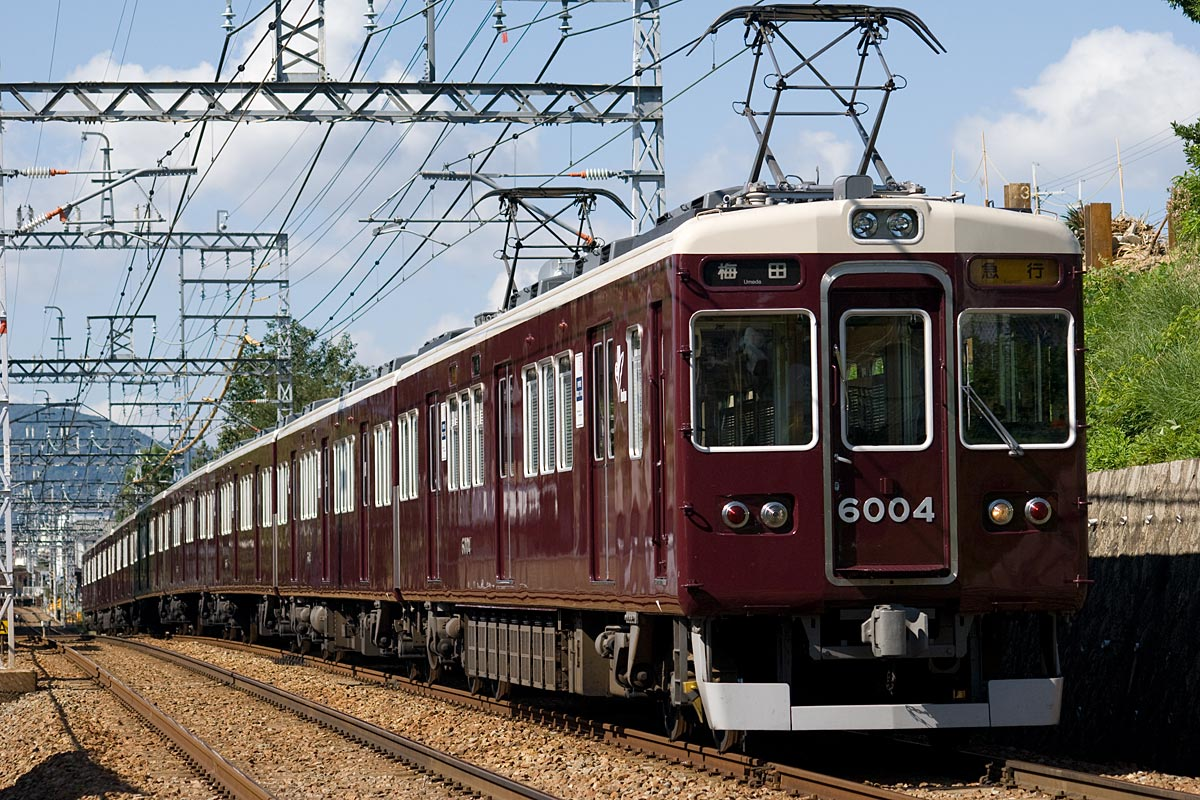
6000系 （山本駅 ‐ 雲雀丘花屋敷駅間）
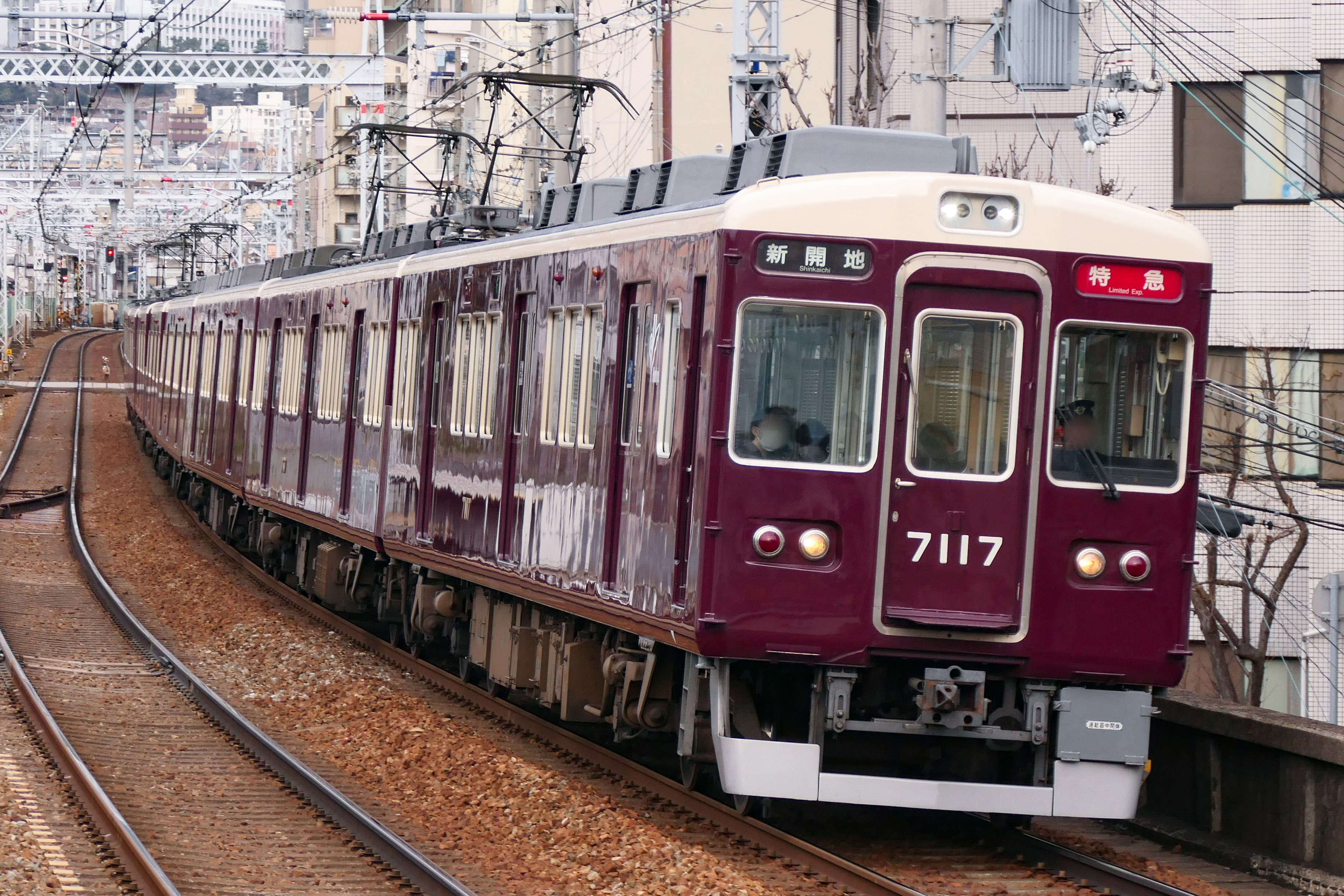
7000系 （王子公園駅）
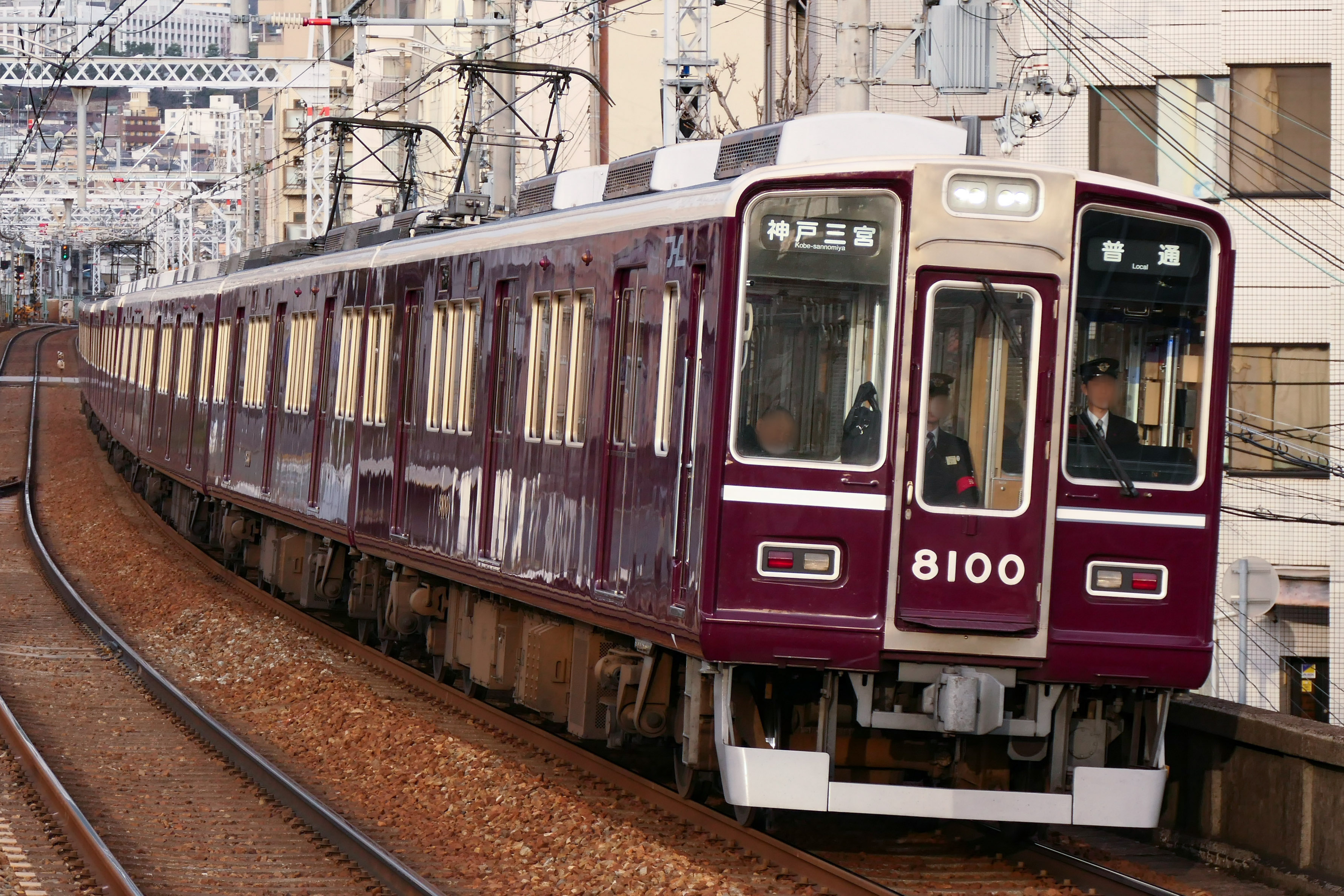
8000系 （王子公園駅）
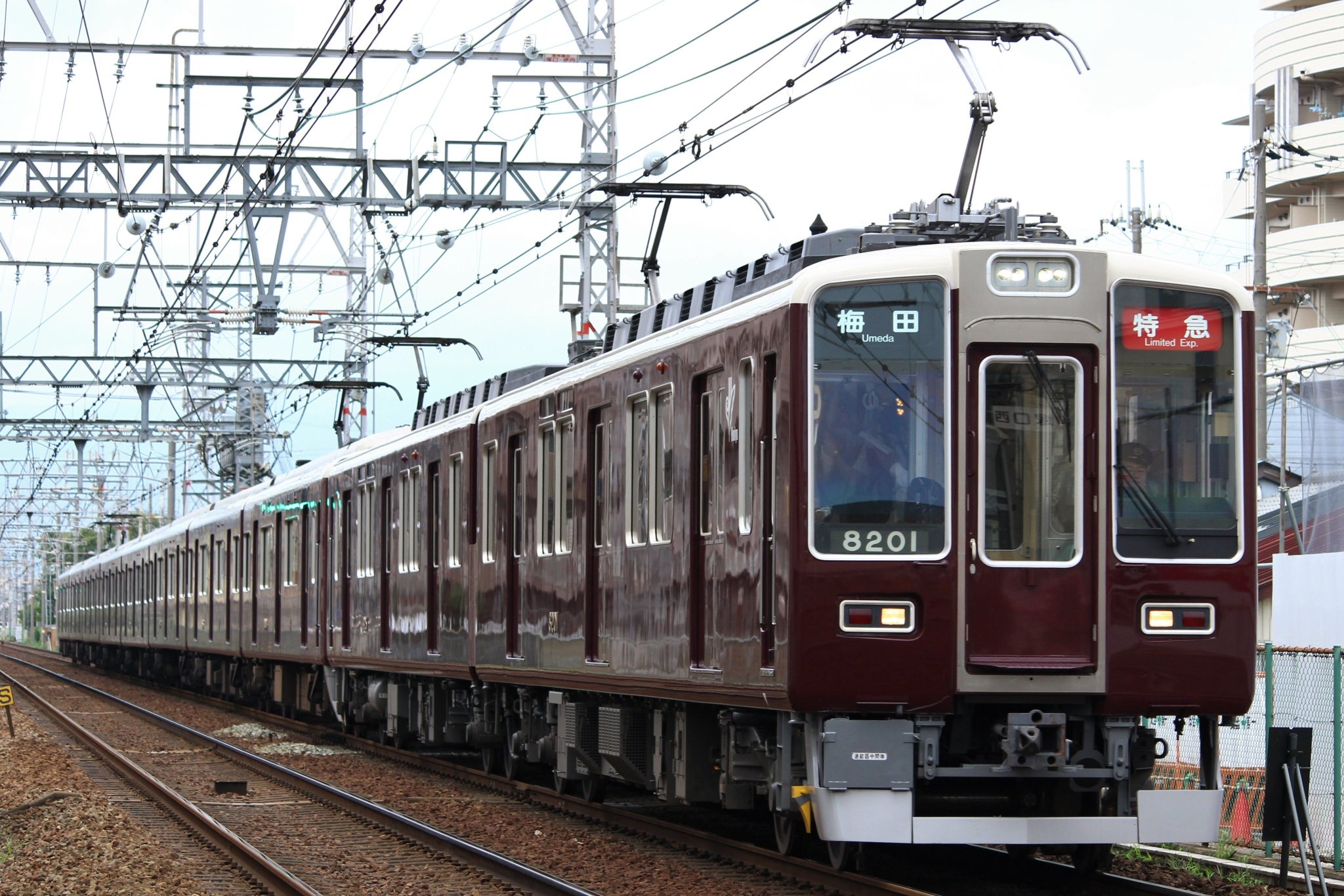
8200系 （塚口駅 ‐ 武庫之荘駅間）
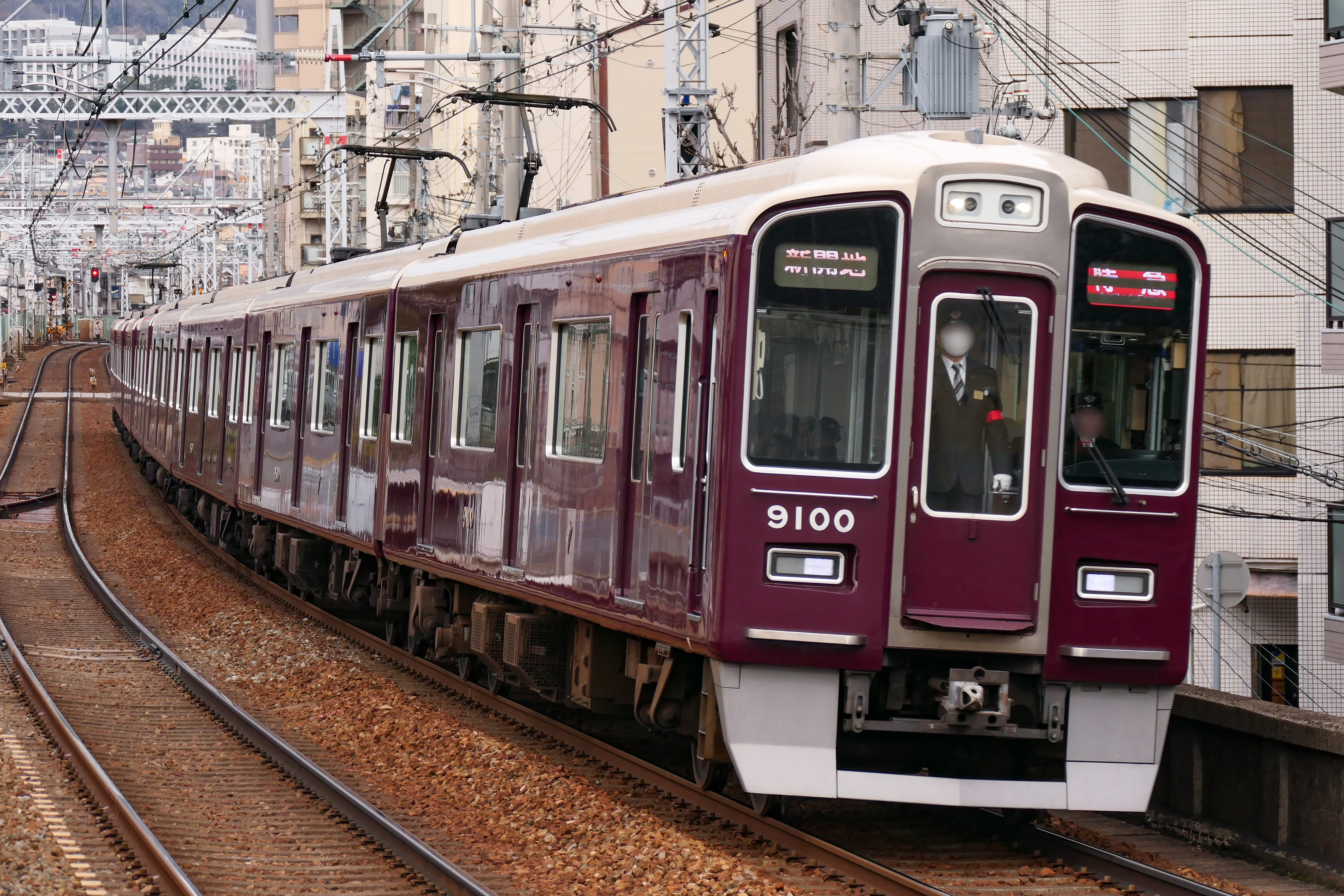
9000系 （王子公園駅）
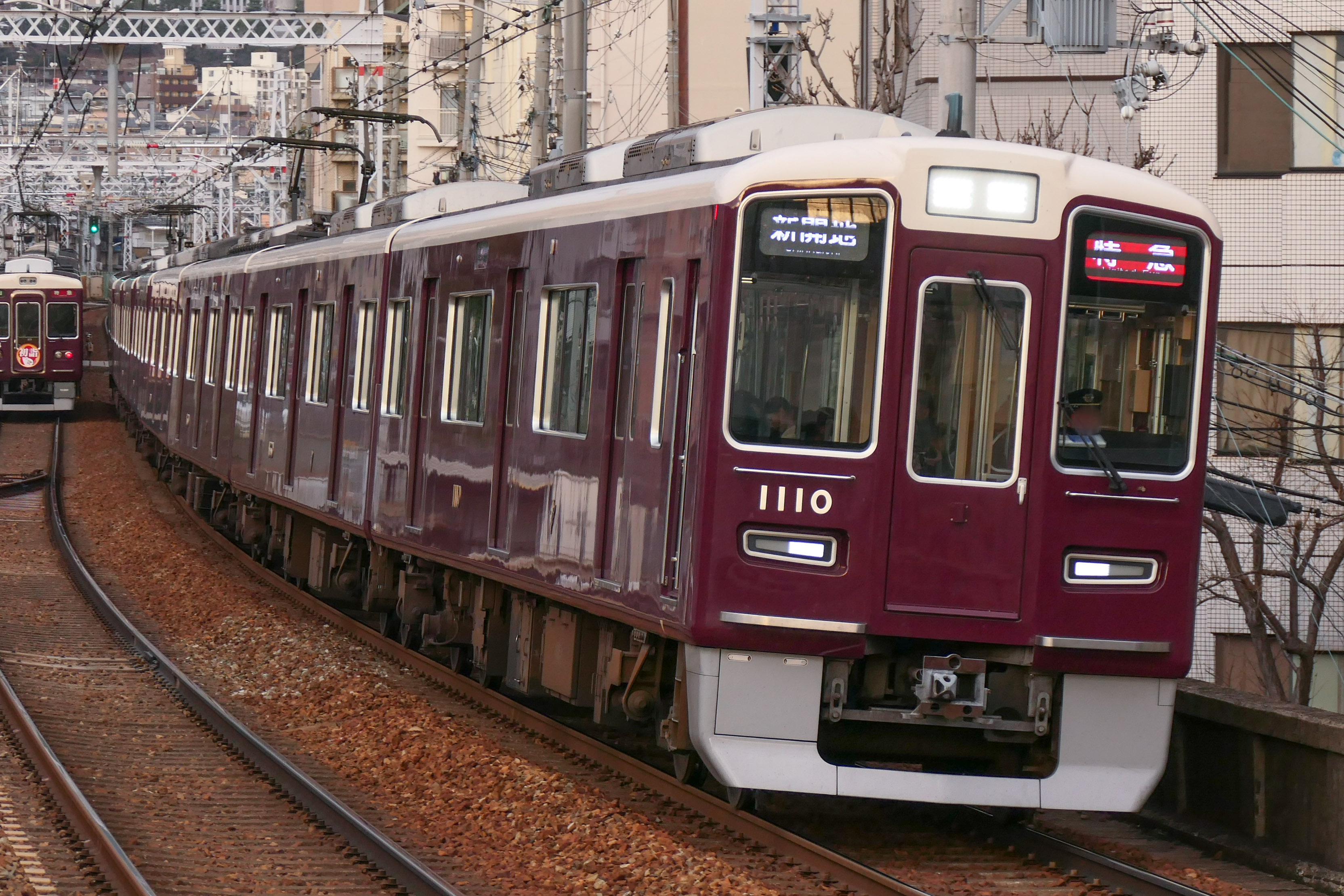
1000系 （王子公園駅）
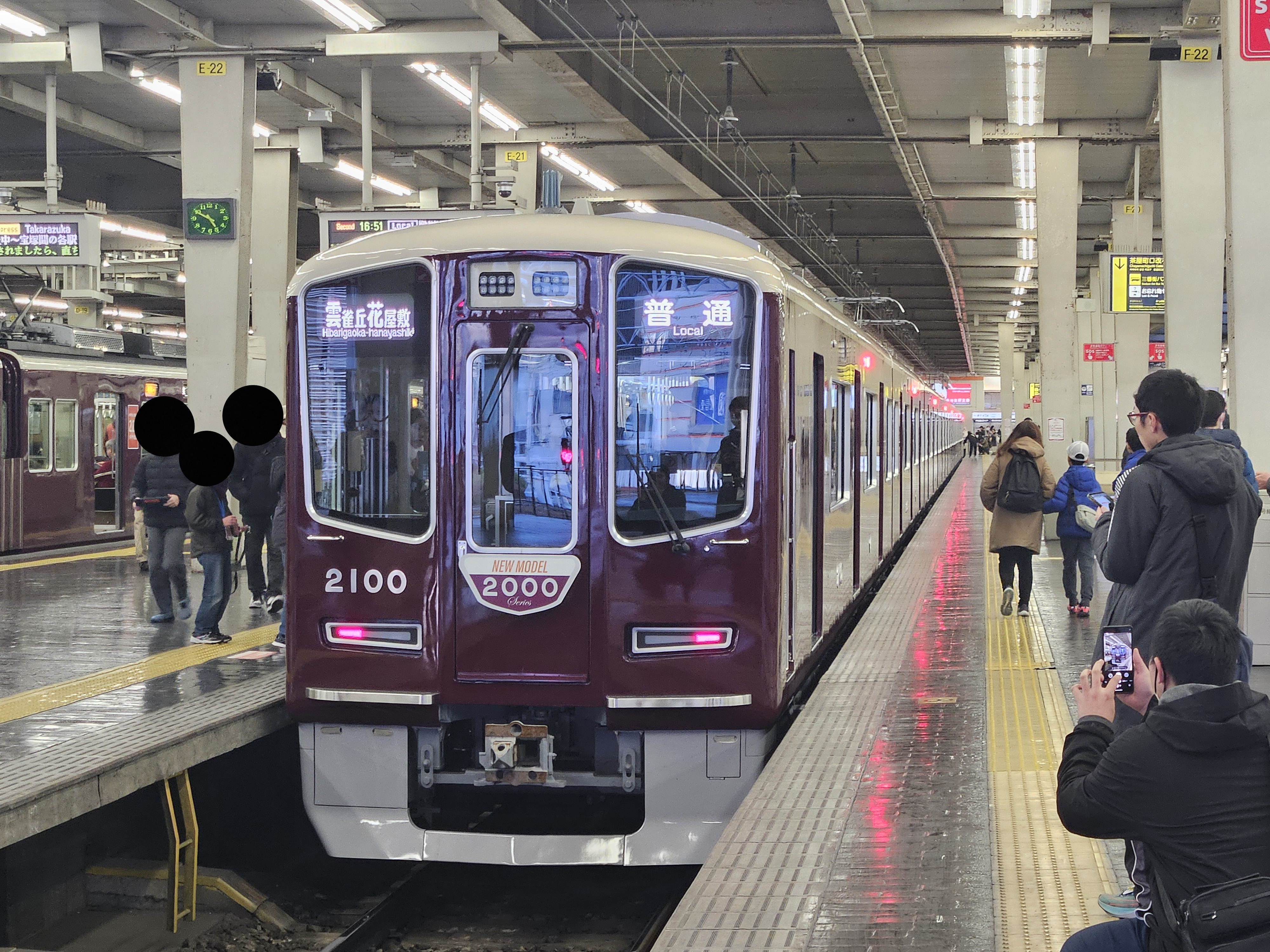
2000系 （大阪梅田駅）

### 京都線

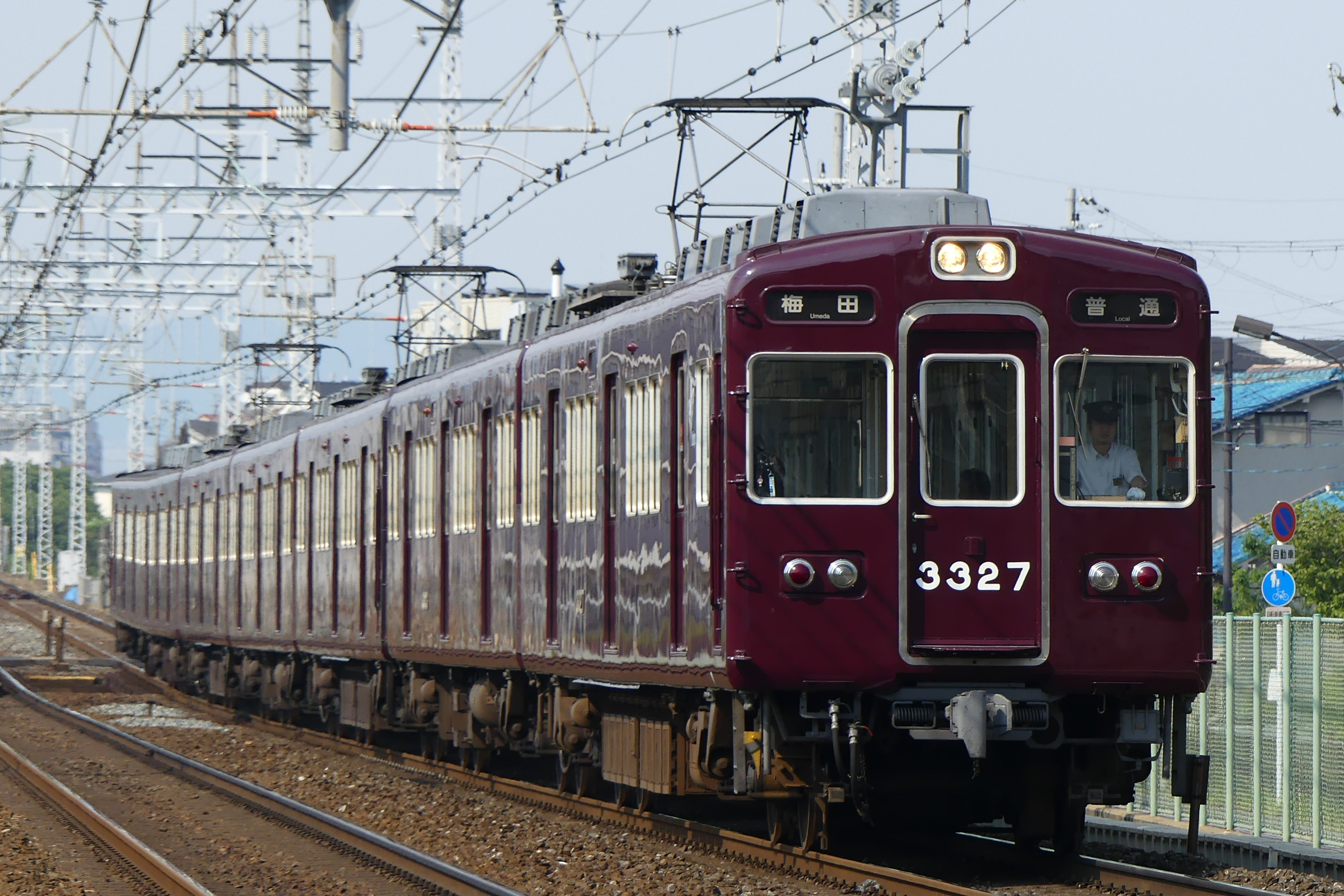
2300系 (2代)
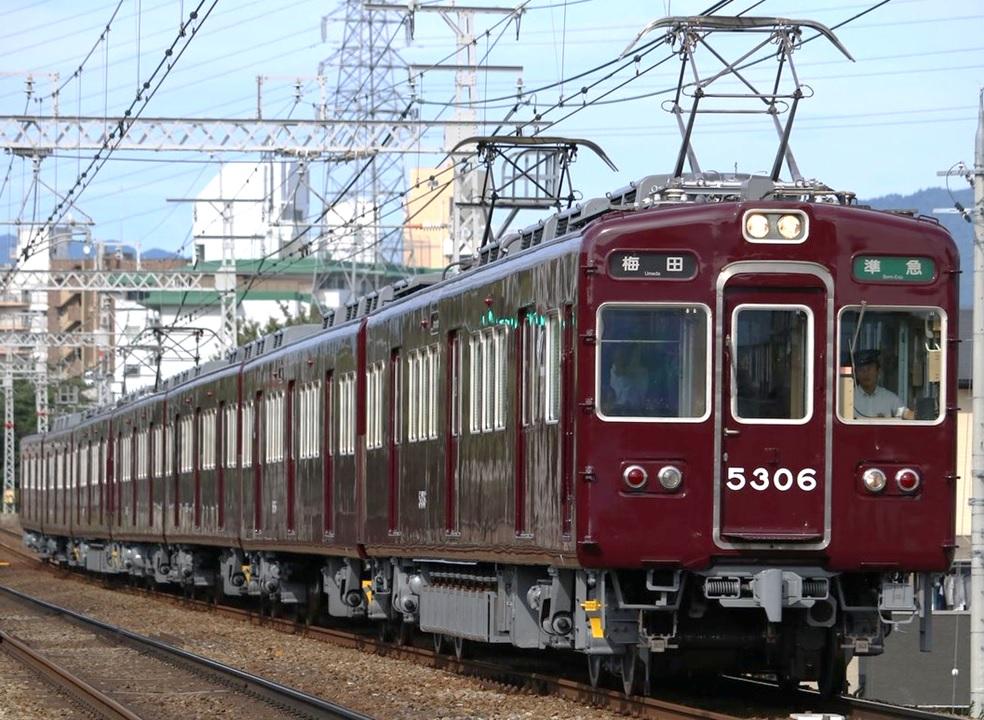
1300系 (2代）
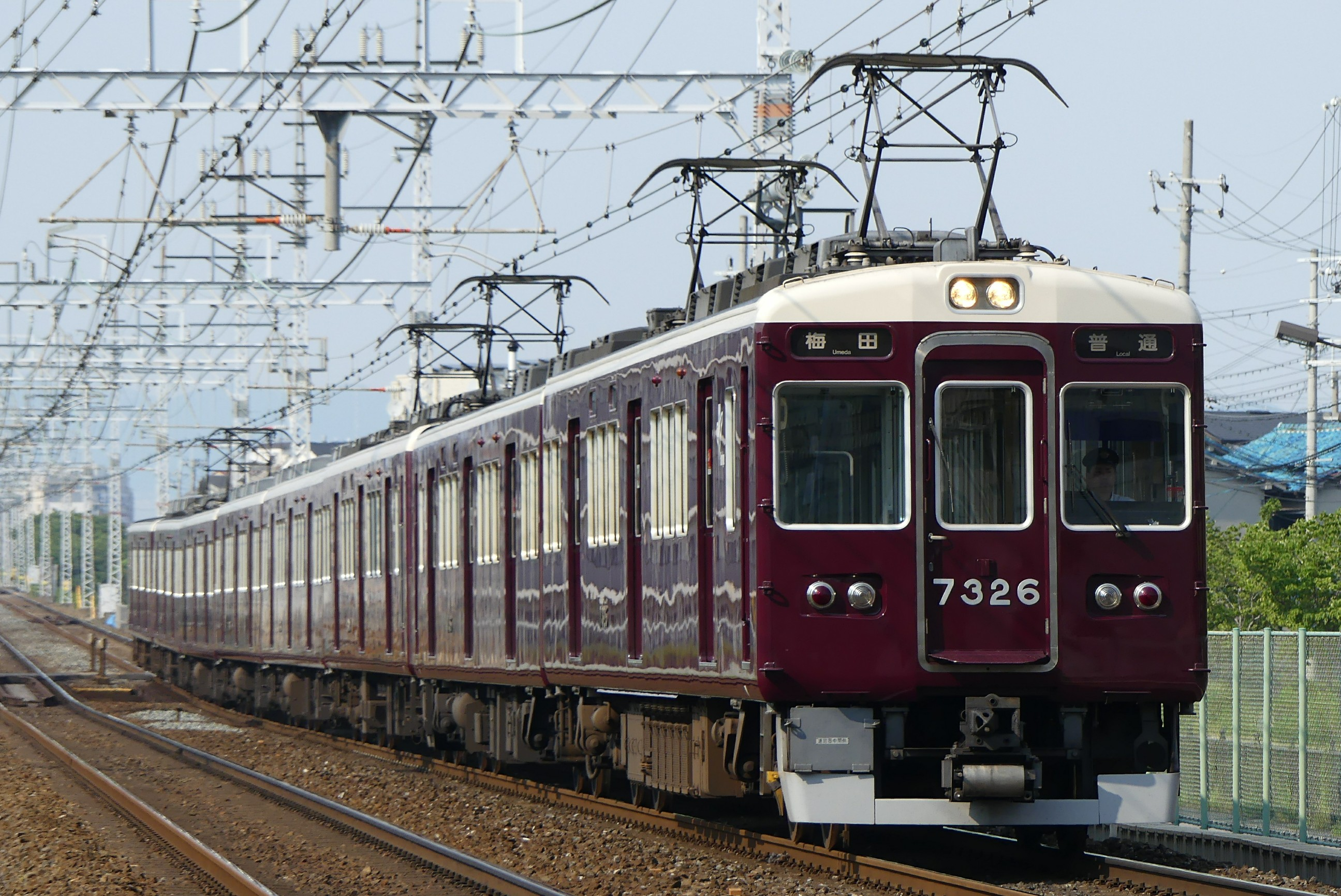
9300系
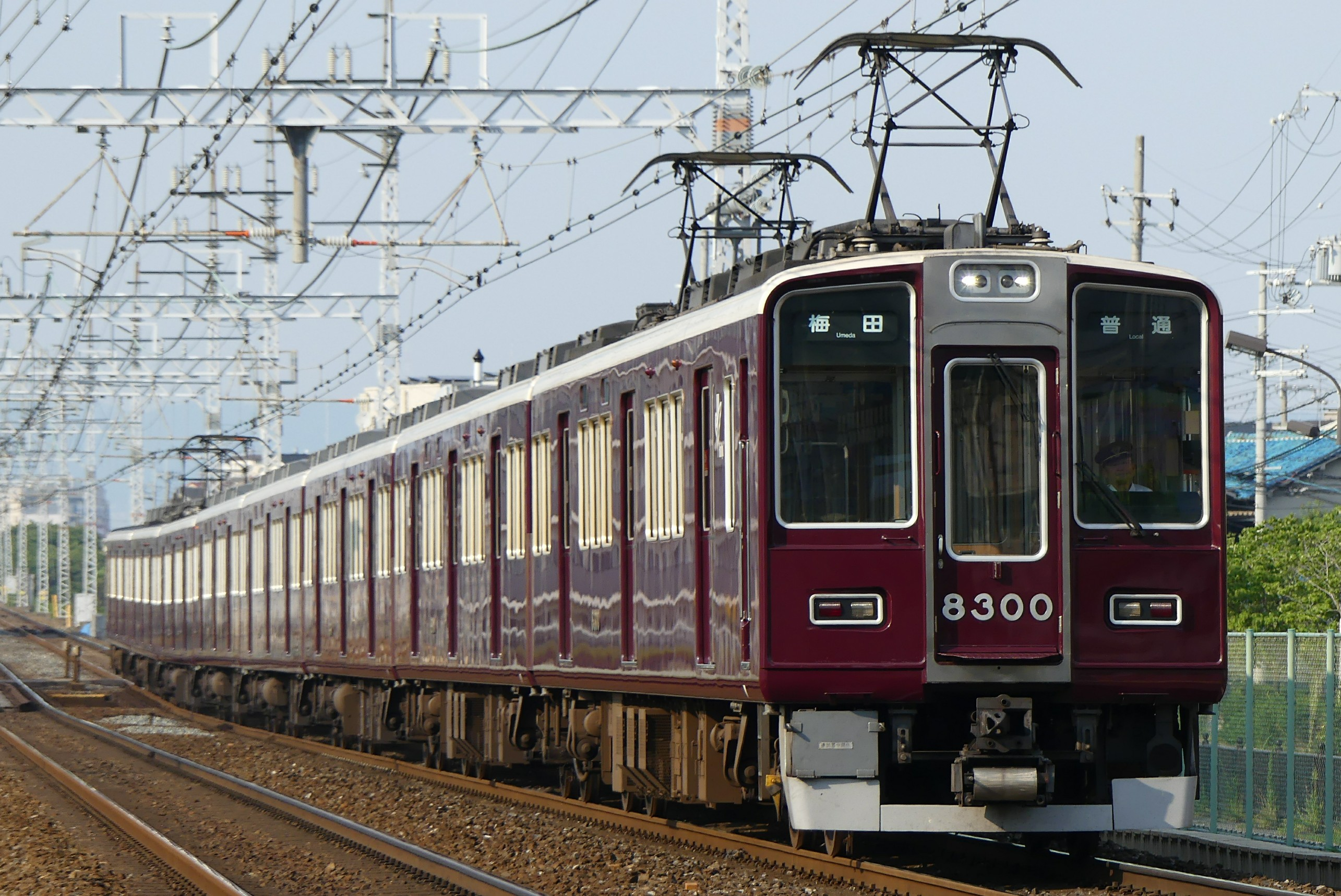
8300系
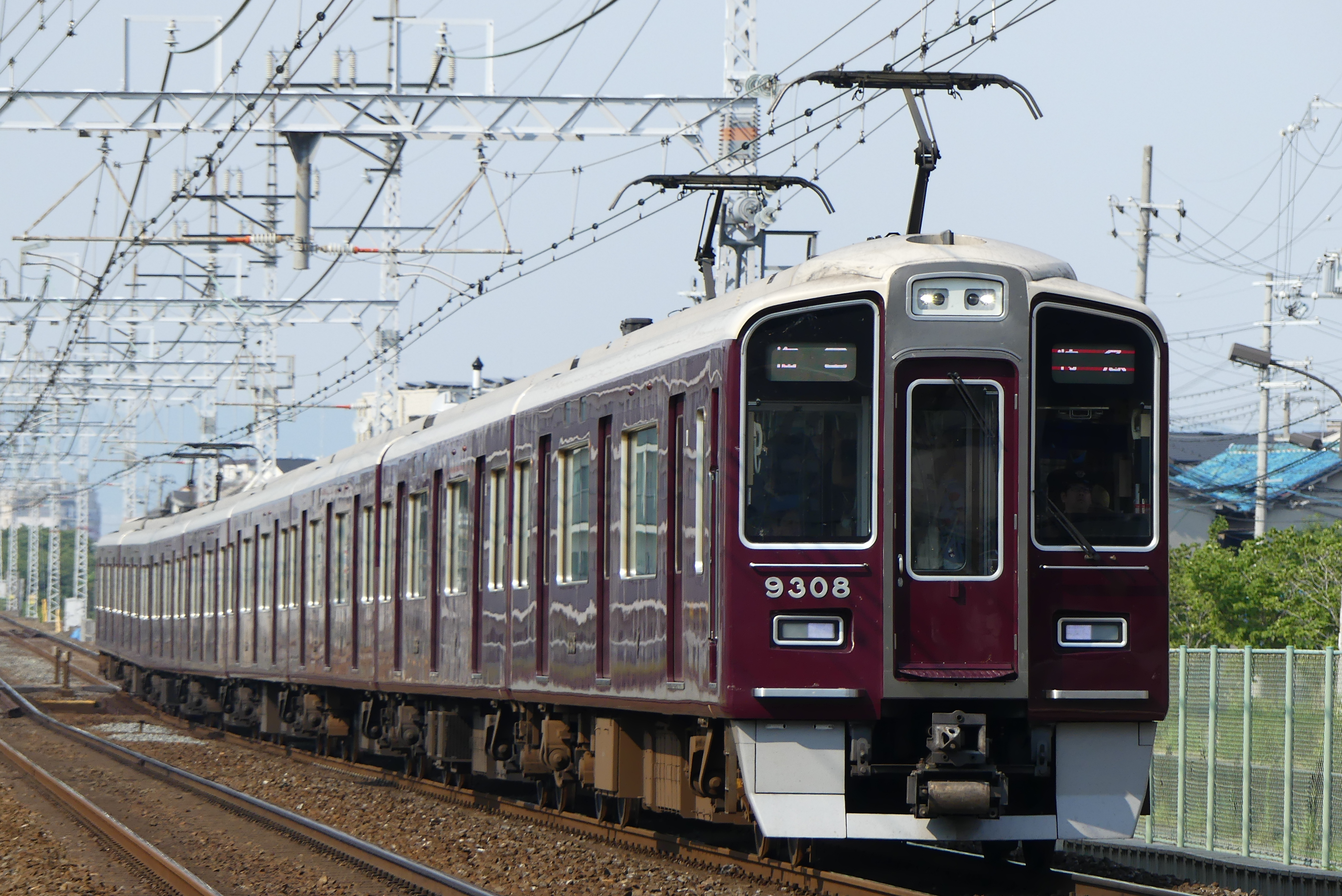
7300系
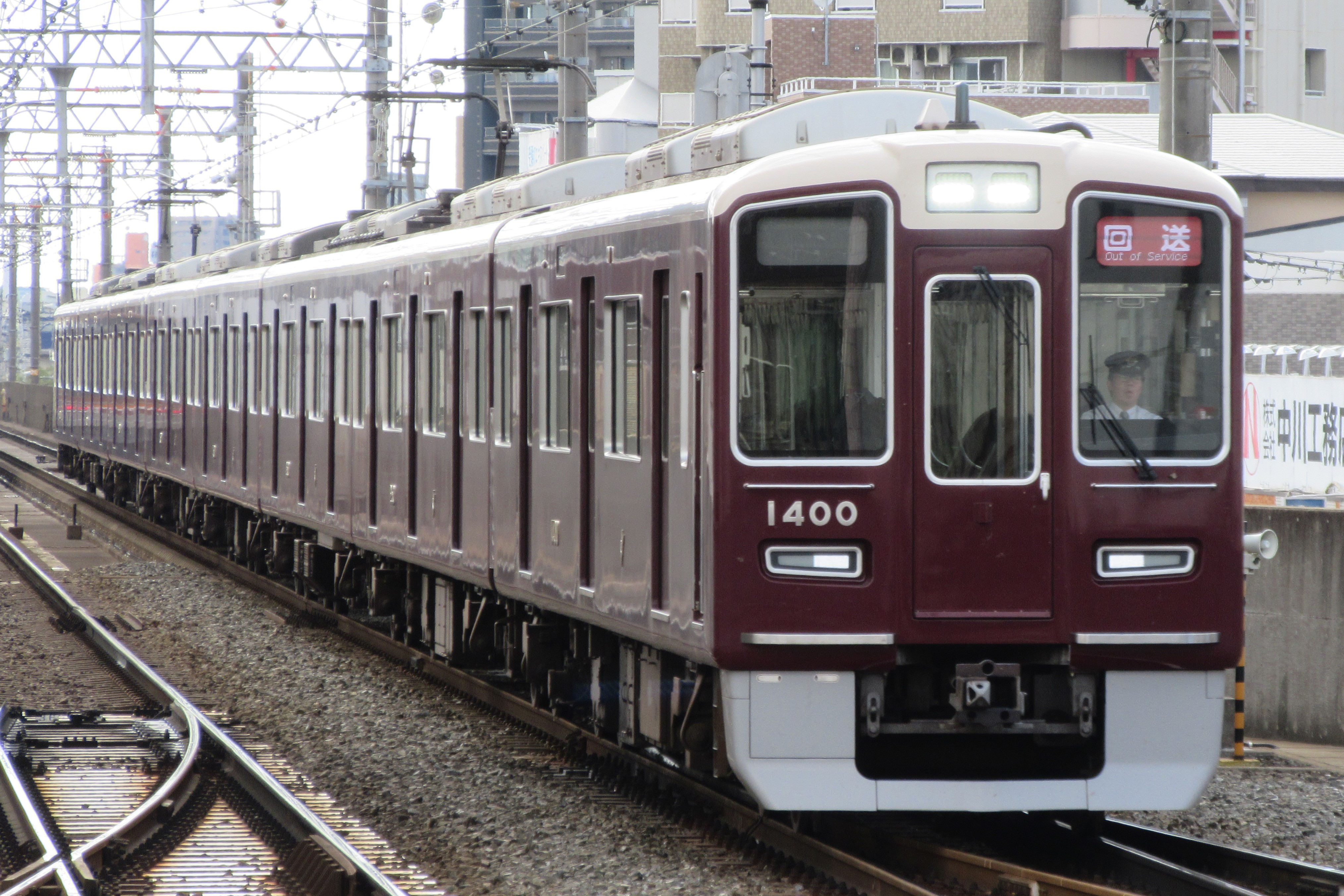
7000系（2019年3月23日から、京都本線では「京とれいん 雅洛」として使用[42]）
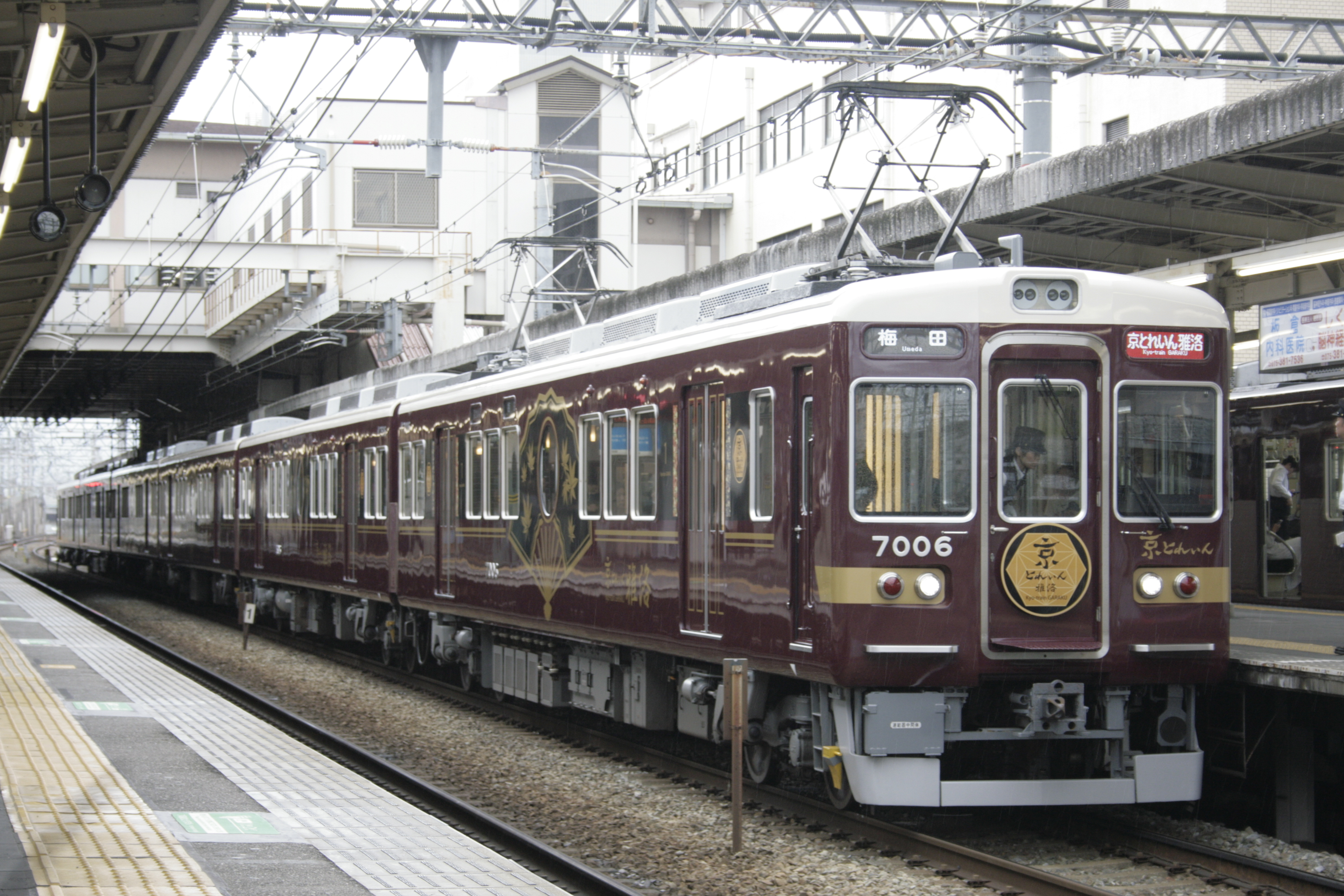
7000系7006F「京とれいん雅洛」 （桂駅）
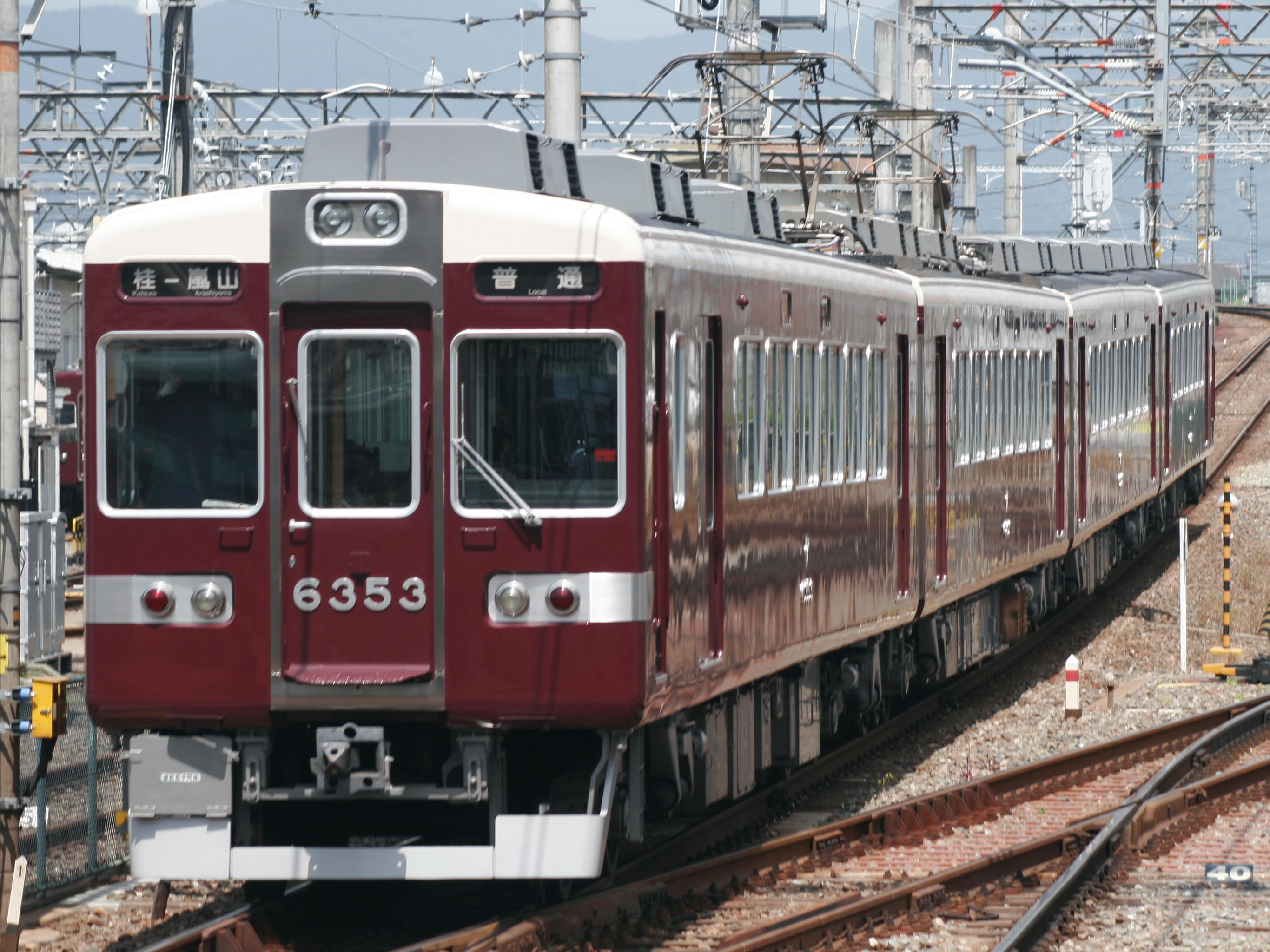
6300系（嵐山線で使用）

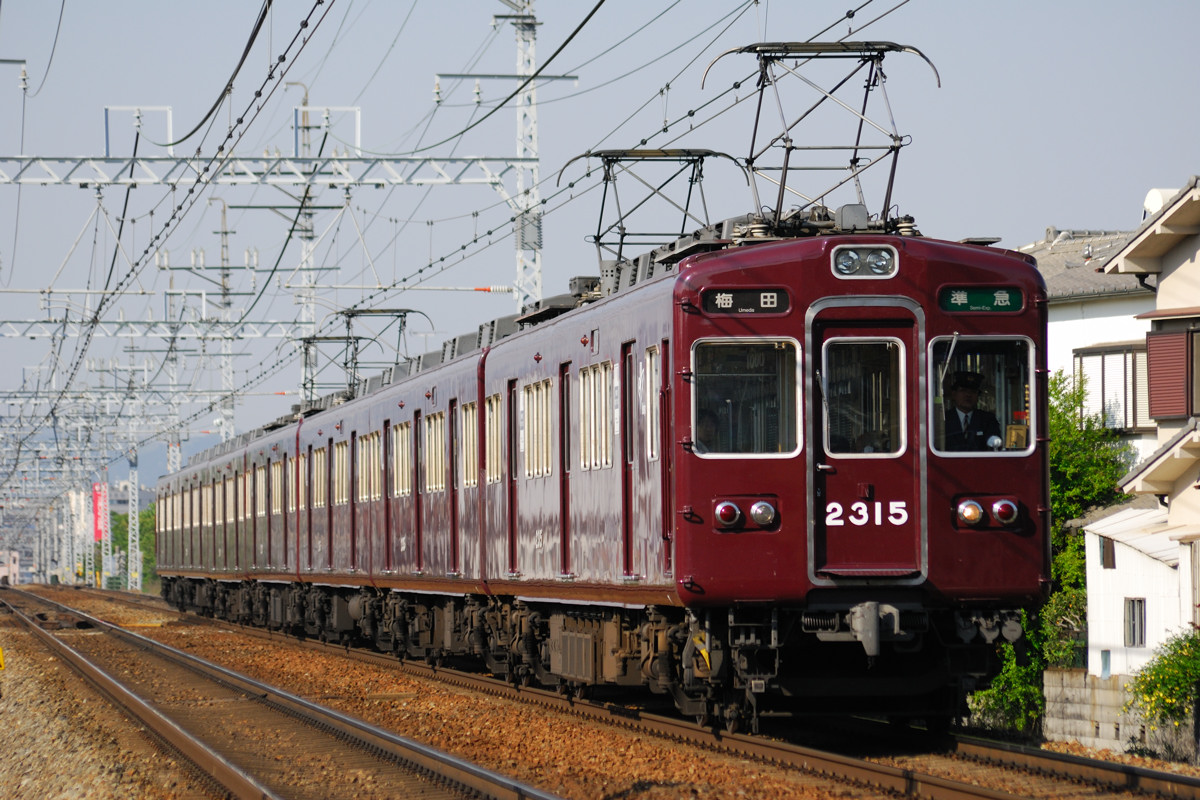
5300系
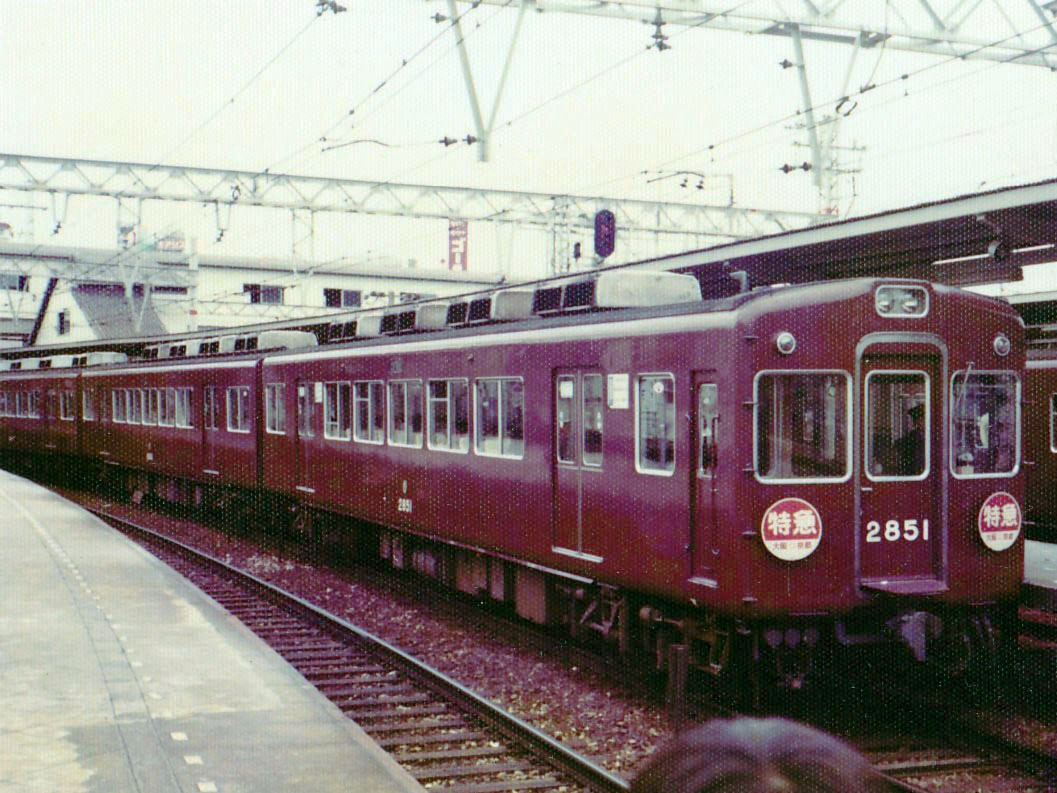
3300系

- 3300系
- 5300系
- 7300系
（南茨木駅 ‐ 茨木市駅間）
- 8300系
（南茨木駅 ‐ 茨木市駅間）
- 9300系
（南茨木駅 ‐ 茨木市駅間）
- 1300系
（高槻市駅）
- 7000系7006F「京とれいん雅洛」
（桂駅）
- 6300系
（桂駅）

## 過去の車両

### 神戸線・宝塚線
- 3000系

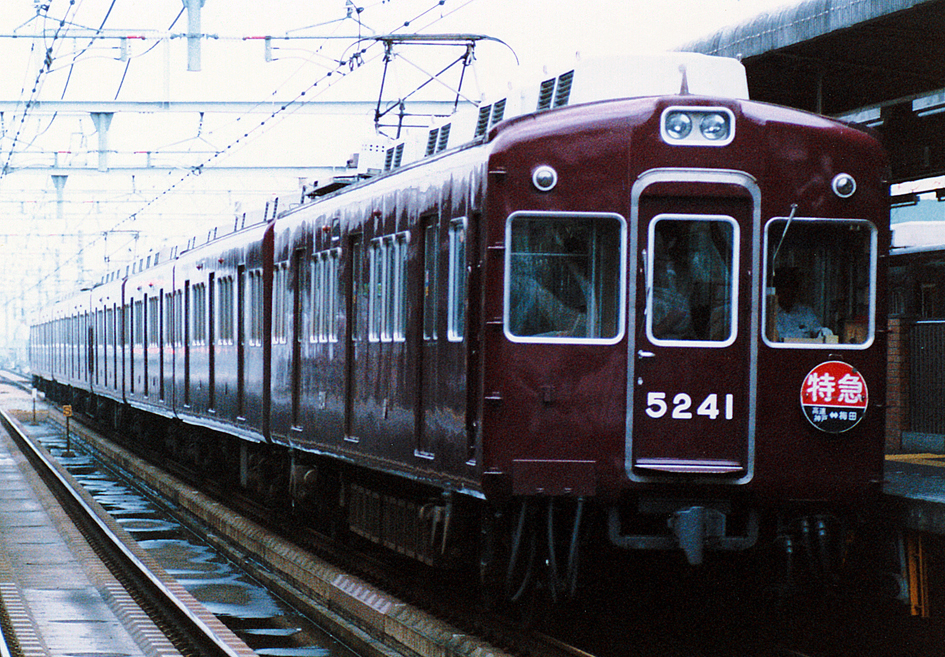
3100系（一部を能勢電鉄に譲渡）
- 5200系
- 2200系（形式としては消滅、阪神・淡路大震災の被害を受けた廃車車両以外は電装解除の上6000系に編入。のち先頭車のみ7000系に再編入）
- 2100系（一部を能勢電鉄に譲渡）
- 2021系
- 2000系 (初代) （一部を能勢電鉄に譲渡）
- 1200系
- 1100系
- 1010系
- 1000形（初代）
- 810系
- 800系
- 610系
- 550形
- 920系
- 900形

- 600形
- 500形（2代）
- 380形
- 320形
- 500形（初代） - 後の300形
- 151形（北野線専用）
- 98形
- 96形
- 90形
- 51形
- 47形
- 40形
- 37形
- 34形
- 1形

- 5200系
（園田駅）

### 京都線
- 2300系 (初代)（一部保存）
- 2800系
- 1300系（初代）
- 1600系
- 710系
- 210系
- 700系
- 200形
- 100形 (P-6)
- 10形 (P-4・P-5)
- 1形 (P-1)

- 2300系
（南茨木駅付近）
- 2800系
（十三駅）

### 事業用
- 4300形
- 4050形
- 貨車